# El Ciprés, San Cristobal De Casas
El Ciprés är en ort i Mexiko.   Den ligger i kommunen San Cristobal De Casas och delstaten Chiapas, i den sydöstra delen av landet, 800 km öster om huvudstaden Mexico City. El Ciprés ligger 2 330 meter över havet och antalet invånare är 112.
Terrängen runt El Ciprés är lite kuperad. Runt El Ciprés är det tätbefolkat, med 459 invånare per kvadratkilometer. Närmaste större samhälle är San Cristóbal de las Casas, 7,9 km väster om El Ciprés. I omgivningarna runt El Ciprés växer i huvudsak städsegrön lövskog.